# Nesselgraben (Wiese)
Der Nesselgraben ist ein gut zwei Kilometer langer Bach des Südschwarzwaldes, der in Zell im Wiesental am Fuß des Grendelfelsens im  baden-württembergischen Landkreis Lörrach, von links und Osten in die Wiese mündet.

## Geographie

### Verlauf
Der Nesselgraben entspringt im Walddistrikt Birkacker am Westhang der Hohen Möhr und verläuft zunächst in Nordostrichtung in seinem engen Tal durch Waldgebiet. Auf rund 700 m ü. NHN tangiert er die Nesselgraben-Hütte, bei der eine restaurierte historische Holz-Laderampe (um 1900) besichtigt werden kann. Bis zum Zeller Wildgehege oberhalb des Ortsteils Schwarznau verläuft der Nessegraben weitgehend naturbelassen. Von dort an fließt er parallel zum Feldweg unterhalb des Wildgeheges, wo auf ca. 470 m ü. NHN der Eselgraben von links und Südosten mündet. Knapp 300 Meter weiter mündet auf ca. 438 m ü. NHN ebenfalls von links ein namenloser Bach der technisch als „NN-XS3“ bezeichnet wird. Danach verläuft der Nesselgraben eingedolt unter einem Parkplatz eines Industriekomplexes hindurch, tritt danach wieder zutage und fließt kanalisiert bis zur Unterquerung der B 317 und mündet direkt danach in die Wiese.

### Einzugsgebiet
Das naturräumlich zum Südschwarzwald gehörende Einzugsgebiet ist etwa 1,4 km² groß und liegt zu über 90 % im Stadtgebiet von Zell im Wiesental, der übrige Anteil im Süden liegt auf der Gemarkung Raitbach und gehört damit zum Gemeindegebiet von Schopfheim. Der höchste Punkt des Einzugsgebiets über der tief eingekerbten Tallandschaft, ist die Hohe Möhr mit 988,8 m ü. NHN
Die Einzugsgebiete der folgenden Nachbargewässer grenzen an:
- Im Nordosten fließt der Freigraben, der am Rande des Zeller Weilers Freiatzenbach ebenfalls in die Wiese mündet;
- im Norden konkurriert der Geißgraben, der über den Schuhlochbach in Atzenbach in die Wiese mündet;
- der Abfluss jenseits der östlichen Wasserscheide gelangt über den Tschammbach über die Hasel in die Wehra, einen Zufluss des Rheins oberhalb der Wiese;
- im Süden fließen der Krebsbach, Rießbach, Mäusebach und Engenaubach die weiter talabwärts in die Wiese münden.

### Zuflüsse
Liste der Zuflüsse von der Quelle zur Mündung (abgefragt oder abgemessen auf der amtlichen Gewässerkarte:)
- (Namenloser Hangwaldzufluss), Länge: ca. 150 m, mündet auf ca. 750 m ü. NHN von links und Süden, entspringt auf ca. 790 m ü. NHN im Walddistrikt Birkacker am Westhang der Hohen Möhr;
- (Namenloser Hangwaldzufluss), Länge: ca. 120 m, mündet auf ca. 720 m ü. NHN von rechts und Osten, entspringt auf ca. 755 m ü. NHN im Walddistrikt Birkacker am Westhang der Hohen Möhr;
- (Namenloser Hangwaldzufluss), Länge: ca. 100 m, mündet auf ca. 703 m ü. NHN von links und Süden, entspringt auf ca. 738 m ü. NHN im Walddistrikt Birkacker am Nordhang der Hebelhöhe;
- Eselgraben (DGKZ 2325942), Länge: ca. 900 m, Einzugsgebiet: ca. 22 ha, mündet auf ca. 470 m ü. NHN von links und Südosten, entspringt auf ca. 720 m ü. NHN im Walddistrikt Schanze am Westhang der Hebelhöhe;
- „NN-XS3“ * (DGKZ 2325944), Länge: ca. 570 m, Einzugsgebiet: ca. 14 ha, mündet auf ca. 438 m ü. NHN von links und Südosten, entspringt auf ca. 595 m ü. NHN im Walddistrikt Eichbühl am Nordhang des Glaskopfs.

### Flusssystem Wiese
- Fließgewässer im Flusssystem Wiese